# Йезуитски манастир (Виница)
Йезуитският манастир (на украински: Ієзуїтський монастир) е комплекс от сгради от началото на 17 век в град Виница, Украйна, построен със средства, дарени на йезуитските монаси от местната шляхта.

## История
Първите йезуитски монаси се появяват във Виница през 1610 година.

### Йезуитска църква
Църквата е построена през 1610 – 1617 г. През 1778 г. тя изгаря, но скоро е възстановена. През 1891 г. част от стената отстрани на главната фасада на църквата се срутва. През 1901 г. е реновирана малка част от помещенията. Обновяването на манастирските сгради започва през 1907 г. във връзка с приспособяването им за мъжка гимназия, а през 1911 г. в манастира се намира и женска гимназия.
В началото на 21 век част от конструкциите са в лошо състояние. Фрагменти от крепостните стени с ъглова кула могат да се видят от тази страна на манастира, към която се слиза от улица „Съборна“, до пресичането на улиците „Мури“ и „Манастирска“.
Тази солидна, почти без украса сграда стои в ъгъла на квадратната по план бивша територия на мурите, с лице към улица „Съборна“. Църквата има три нефа, партерен етаж и кръстовидни сводове. Средният неф на фасадата съответства на ризалит с четири пиластра от тосканския ордер, носещ триъгълен фронтон. Композиционното решение на фасадата предполага възможността за съществуването на две по-ранни ъглови кули. Парапетът на тяхно място, както и отворите на прозорците по фасадата, се появяват в края на 19 – началото на 20 век. В противоположния край на църквата, от страната на хора, тоест олтарната част, е пристроена навлизаща в двора манастирска сграда (конвикт). Многобройните реконструкции, честите промени в собствениците на сградите на бившия манастир не позволяват да се разкрие първоначалният облик на целия комплекс.
Построен успоредно на бреговата линия на Южен Буг, манастирът има три мощни контрафорса, опиращи се в стените между малки прозорци. Към същата източна стена е добавен малък параклис, който се отличава от църквата с по-голяма жизненост на оформлението, макар и частично да е бил разрушен. Фасадата е разнообразена от изработени ниши – фалшиви прозорци. Следи от неуспешни реконструкции обаче се виждат навсякъде: недовършени фронтони, отчупени капители и основи на пиластри изкривяват изразителността на сградата. Единствено по оформлението на двуетажното крило на манастирската сграда (конвикта), което е в двора от западната страна на църквата, може да се прецени първоначалният ѝ вид.

### Йезуитски колегиум
Колегиумът е построен в периода 1610 – 1617 г. От края на 18 век тук са разположени образователни институции – от 1785 г. уездно училище, от 1814 г. провинциална полска гимназия, от 1832 г. руска гимназия, а от 1907 г. мъжка и женска гимназия. От 20-те години на 20 век, в колегиума се помещава регионалният държавен архив. Сградата е тухлена, двуетажна, П-образна по план, с несиметрични странични крила. Южната стена на колегиума е подсилена с контрафорси. Фасадите са направени в бароков стил. Северната фасада (с лице към улица Катедрална) е увенчана с фигурен фронтон, украсен с декоративни вази. Оригиналното вътрешно оформление не е оцеляло. Понастоящем в тази сграда се помещава технически лицей.

### Йезуитски конвикт
Конвиктът е построен през 18 век. Той е прилепен към защитните стени на мястото, разделящо териториите на двата манастира, и включва ъглова отбранителна кула. Състои се от две отделни части, построени по различно време. Оригиналното вътрешно оформление не е оцеляло. Фасадата на пристройката е украсена в стил ранен барок: висок двустепенен фронтон с полукръгъл край, ниши и опростени вази по краищата, характерни за бароковите пропорции. Паралелно на сградата на бившата йезуитска църква, по-нагоре по склона, има дълга двуетажна сграда с бившите килии. Перспективата на вътрешния двор е затворена от художествено чуждата стъклена фасада на Краеведския музей във Виница, която е била пристроена към килиите на конквикта. В нея от 1919 г. се намира местният исторически музей.

### Кула и стени
Кулата и стените са построени от йезуитите през 1617 година. Повечето стени с кули, заобикалящи йезуитските и доминикански манастири, са унищожени. Оцеляла е само ъгловата югозападна кула с южната и част от западната стена. Кулата е тухлена, квадратна по план, със заоблени ъгли, едноетажна, на висока основа, разширяваща се надолу, укрепена с контрафорси, покрита с арки. Стените са направени от тухли и имат множество вратички.